# 페라리 박물관

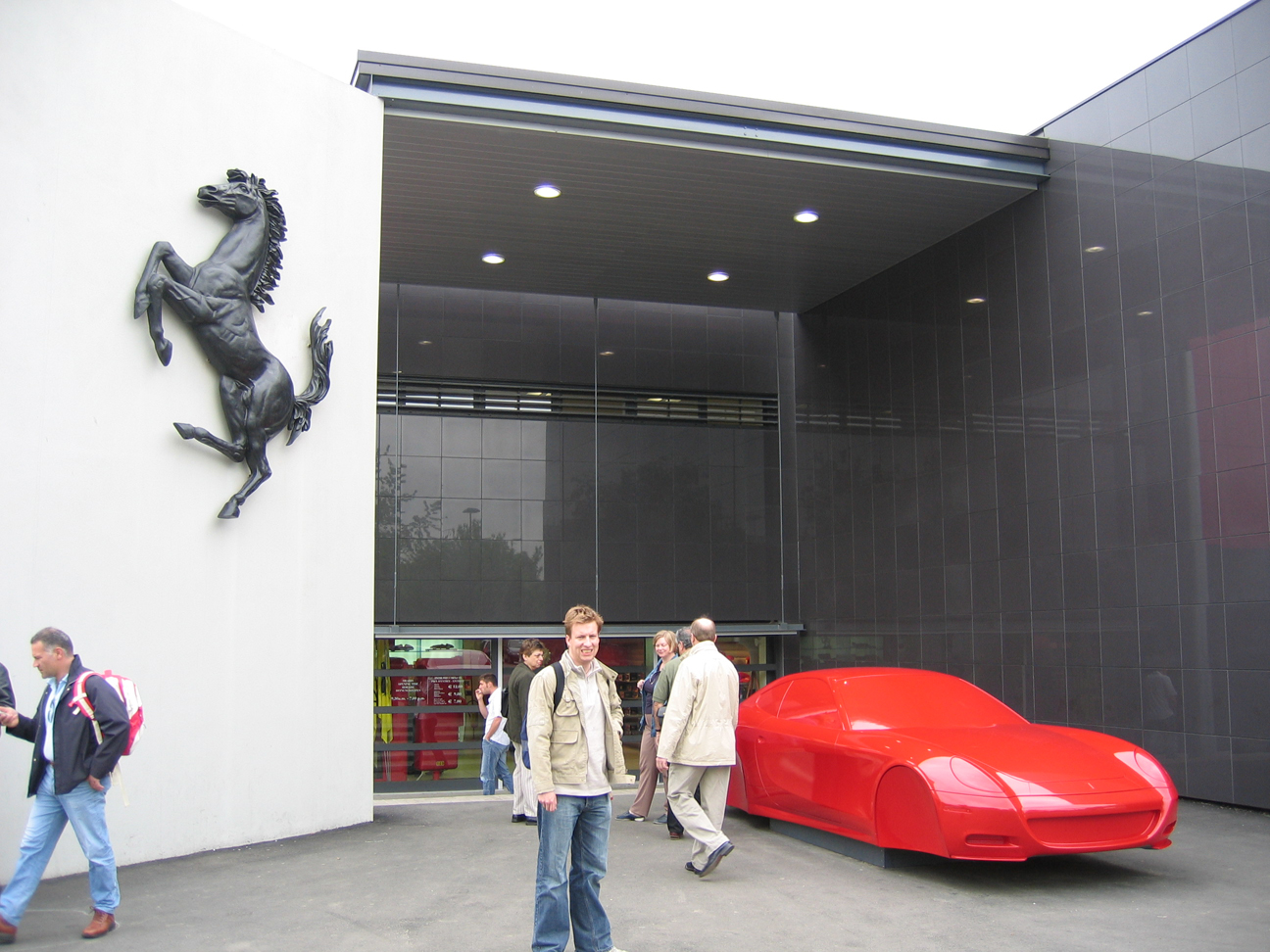
페라리 박물관

페라리 박물관(이탈리아어: Museo Ferrari)은 이탈리아 마라넬로에 위치한 자동차 박물관이다. 자동차 회사 페라리의 차종을 전시하고 있다.